# Велетенська гадюка
Велетенська гадюка (Macrovipera) — рід отруйних змій з родини Гадюкових. Має 4 види.

## Опис
Загальна довжина представників цього роду коливається від 100 см до 2 м. Найбільша вага цих змій 2,7 кг. Самки трохи більше за самців. Голова велика, широка, зіниці вертикальні. Колір шкіри сіруватий, коричневий, піщаний.

## Спосіб життя
Полюбляють піщану, гірську місцину, напівпустелі та пустелі. Активні зранку та у присмерку. Харчуються гризунами, ящірками, дрібними зміями. 
Це досить отруйні змії.
Це яйцекладні змії. Самиці відкладають до 50 яєць. 

## Розповсюдження
Мешкають у Північній Африці, на Близькому Сході, у Туреччині, островах Егейського моря, на о.Кіпр, Кавказі, Ірані, Середній Азії, Афганістані, Пакистані.

## Види
- Macrovipera deserti
- Macrovipera lebetina
- Macrovipera mauritanica
- Macrovipera schweizeri